# Square-Victoria-OACI
Square-Victoria-OACI is een metrostation in het stadsdeel Ville-Marie van de Canadese stad Montréal. Het station werd geopend op 6 februari 1967 en wordt bediend door de oranje lijn van de metro van Montréal. Het station werd geopend als Square Victoria dat genoemd is naar koningin Victoria. OACI werd in 2014 aan de stationsnaam toegevoegd als verwijzing naar de Internationale Burgerluchtvaartorganisatie (Frans: Organisation de l'aviation civile internationale) waarvan de kantoren aan het plein gevestigd zijn.  